# Vladimir Sokoloff
Vladimir Sokoloff   (Nova York, 1913 - Filadèlfia, 27 d'octubre de 1997) va ser un pianista i acompanyant estatunidenc de la facultat del Curtis Institute of Music. A més de la seva tasca docent amb els estudiants acompanyants, de piano i de música de cambra, va ser un intèrpret actiu.

## Biografia
Nascut a Nova York el 1913, Sokoloff va ingressar al "Curtis Institute" de Filadèlfia el 1929, estudiant amb Abram Chasins, Harry Kaufman i Louis Bailly. Es va incorporar a la facultat el 1936. El 1942 va participar en la fundació de la "New School" (a Filadèlfia, actual Escola de Música Esther Boyer de la Universitat del Temple) amb els seus col·legues, Jascha Brodsky, Max Aronoff i Orlando Cole.
Del 1938 al 1950, va ser pianista de lOrquestra de Filadèlfia. Com a pianista i acompanyant de recital amb una trajectòria de més de 70 anys, el seu repertori abastava tots els gèneres i estils instrumentals i vocals. Sokoloff va col·laborar amb artistes com els violinistes Efrem Zimbalist, (amb qui va col·laborar 27 anys, acompanyant recitals a tot el món), Jaime Laredo, Aaron Rosand; els violistes William Primrose i Joseph de Pasquale; els violoncel·listes Gregor Piatigorsky i Emanuel Feuermann; el flautista Julius Baker, William Kincaid, oboista Marcel Tabuteau i la soprano Marcella Sembrich.

## Vida familiar i privada

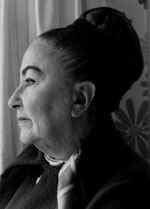
Sokoloff

Vladimir Sokoloff era cosí del compositor Noel Sokoloff. Era nebot del director d'orquestra Nikolai Sokoloff. Un altre cosí primer va ser el pianista Theodore Saidenberg.
Sokoloff es va casar amb la pianista Eleanor Sokoloff de soltera Eleanor Blum, que, amb 105 anys, encara estava a la facultat de Curtis, i que morí amb 106 anys el juliol del 2020. La parella va actuar com a duo fins al naixement de les seves filles: Kathy, directora de desenvolupament de la "Settlement Music School", i Laurie, intèrpret petit de lOrquestra Simfònica de Baltimore i professor de lInstitut Peabody de la Universitat Johns Hopkins.
Vladimir Sokoloff va morir el 1997 a Filadèlfia, als 84 anys, després d'una llarga malaltia.

## Efrem Zimbalis
Zimbalist solia recórrer el món amb l'acompanyant Theodore Saidenberg. Quan Saidenberg va renunciar a seguir una carrera en solitari, el seu lloc "el va ocupar el seu cosí, Vladimir Sokoloff, que havia estat actuant com a acompanyant de classe de Zimbalist. Durant les primeres gires als Estats Units, Zimbalist havia actuat amb l'oncle de Sokoloff, Nikolai, fundador i primer director de lOrquestra de Cleveland. Vladimir (o "Billy", com l'anomenava Zimbalist) va romandre amb ell la resta de la seva carrera concertística (uns trenta anys), excepte el període que Sokoloff va passar als Serveis Especials durant la Segona Guerra Mundial. Sokoloff va recordar com van començar les coses:
| « | <"Va ser tan informal. Simplement tocava el meu horari habitual a l'estudi quan va dir: "T'agradaria ser el meu acompanyant?" Em va sorprendre: mai, en els meus somnis més salvatges, no vaig pensar que em demanessin que ocupés un lloc tan important. Jo era un nen petit i no havia tingut experiència excepte tocant a l'escola i uns quants concerts fora de casa que m'havien organitzat. A finals d'agost vaig pujar a "The Rafters" i vam assajar amb força durant dues setmanes.>" | » |

Roy Malan va dir: "Poc després de començar a treballar amb Zimbalist van interpretar...Le cygne de Saint-Saëns. A Zimbalist li agradava mantenir la G final de la part en solitari fins al final, amb un sol arc, mentre el piano acabava la peça...Després de l'actuació inicial de Sokoloff, Zimbalist, a la seva manera suau, el va amonestar per tocar l'arpegi final massa ràpid... El seu pianista va confessar la por d'estirar l'arc més enllà del seu límit. "Billy", Zimbalist va somriure: "Aposto a 5 dòlars que no podràs tocar el final amb la suficient lentitud per fer-me acabar de proa. A la tarda, el violinista i pianista van intercanviar mirades abans de "Le cygne", quan Zimbalist va llançar la seva última nota, Sokoloff va encallar els frens, semblant que es va trencar gairebé fins a una torturosa parada en cada nota que va tocar. l'eternitat, finalment, va arribar a la cadència. Mirant cap amunt, amb sorpresa, va veure Zimbalist, un somriure amb prou feines ocult a la cara, que es mantenia còmodament a mitja proa. Sokoloff era més pobre de 5 dòlars".

## Agraïments
Joseph Rezits va escriure el següent record de Sokoloff:
| « | <"Quan vaig entrar a l'Institut Curtis per primera vegada el 1942, amb prou feines tenia disset anys i buscava amb ganes el camí cap a l'excel·lència, fortament influït pel que vaig observar i escoltar. En escoltar el seu toc absolutament superlatiu, amb un gust impecablement impecable i un conjunt immaculat, em va obrir la gana per la música de conjunt, el mitjà en què em vaig especialitzar en última instància. També em va impressionar contínuament la seva capacitat per aprendre partitures amb una rapidesa increïble i fer-ho practicant uns minuts aquí i uns minuts allà. Va aprofitar al màxim el seu temps i va demostrar que els llargs escalfaments tant a nivell fisiològic com psicològic no eren sempre possibles ni tan sols necessaris. El pianista col·laborador sempre ha de ser conscient dels "punts febles" o idiosincràsia dels seus companys. El record més viu del "saber fer" d'un pianista en aquest sentit, es remunta als meus dies d'estudiant a l'Institut Curtis. Vladimir Sokoloff, l'acompanyant de la facultat i intèrpret de conjunts, tocava per a un membre més antic de la facultat que, tot i que conservava poders artístics de gran ordre, era una mica, direm, tècnicament en menys de primeres condicions. El concert per a violí de Wieniawski va ser l'obra principal del programa. Un dels passatges més difícils per al violí en el primer moviment és una escala melòdica d'una octava menor en octaves de dit. Aquest passatge va precedit d'un de similar, una octava inferior, al piano (o a l'orquestra). En escoltar el passatge descrit al piano al piano, em va sorprendre notant que es tocava amb molta vacil·lació, gairebé com si el pianista lluités per arribar al final. Quan vaig escoltar el violinista continuar el pas cap a l'octava superior, Vaig saber immediatament per què Sokoloff havia fet això. En entendre perfectament que el violinista tindria grans dificultats amb les octaves digitals, Sokoloff havia incorporat el problema previst a la seva part, donant a tot el passatge una certa validesa interpretativa. Va ser una experiència sorprenent i que no oblidaré mai."> | » |

## Estudiants del Curtis Institute
L'estudiant no clàssic més famós de Sokoloff va ser Nina Simone, que no va ser admesa a Curtis com a estudiant de piano malgrat els esforços de Sokoloff en nom seu. Altres estudiants van ser Ruth Butterfield, Ruth Crane Friedberg, Thomas Jaber, Joan Lippincott, Alan Morrison, Chie Nagatani, Orlando Otey, Eytan Pessen, Paul Romero i Susan Starr.

## Cita
Sobre Nina Simone: "No era una genialitat, però tenia un gran talent. La vaig acceptar sobre la base del seu talent i entenent que la prepararia per a una [altra] audició a Curtis. Va ser durant aquest primer període que va demostrar, en una lliçó, la seva capacitat per tocar jazz. Recordo que li vaig dir clarament: "Per què no la persegueixes com a professió?" I ella va dir: "Oh, no, el meu primer amor és la música clàssica i vull ser pianista".

## Discografia seleccionada
- Dohnanyi, Quartet de corda Curtis, Vladimir Sokoloff, Westminster XWN 18514, 1957

Scriabin, The Philadelphia Orchestra, Eugene Ormandy, Gilbert Johnson, Vladimir Sokoloff, RCA SB 6854, 1971
Mason Jones, Vladimir Sokoloff, Music for French Horn, Music Min One, MMO 8044, 1973
Mason Jones, Vladimir Sokoloff, Music for French Horn, Music Min One, MMO 8047, 1973
William Kincaid, Vladimir Sokoloff, Flutista solista de l'Orquestra de Filadèlfia: Platti, Händel, Bach, Mozart, Gluck, SKU BR1058 Boston Records, ND
Camilla Williams, Al Goodman i la seva orquestra (Rib), Guild Choristers, 'Summertime' 'Raphsody in Blue' (Gershwin), RCA Victor 46-0004, 78 mono, 1947?
Al Goodman i la seva orquestra, Träumerei & Undercurrent, (tema Brahms de la 3a simfonia) RCA Victor 46-0008, 78 mono, 1947?